# Зеневиси (род)
Зеневиси или Зенебиши (упоминается в 1304—1460 годах) — албанский феодальный род, члены которого служили Анжуйской династии, венецианцам и туркам-османам, а временами также были независимыми. Они управляли территориями в Эпире с центром в Гирокастре.
Гьон Зенебиши был одним из самых известных членов этой семьи. В период с 1373 по 1414 год он контролировал Гирокастру и ее окрестности. После того как турки-османы захватили Эпир, члены этой семьи занимали высокие посты в иерархии Османской империи.

## Происхождение и ранняя история
«Зеневии», или Зеневиси, упоминаются в 1304 году как одна из семей, получивших привилегии от анжуйского принца Филиппа I, князя Таранто. По словам Роберта Элси, эта семья происходила из региона Загория между Гирокастрой и Перметом, в современной Южной Албании.
В 1381 и 1384 годах католические лорды Арты просили османские войска о защите от вторжения албанцев под властью рода Зеневиси. Турки-османы разбили налетчиков и восстановили порядок в Эпире.
Гьон Зеневиси — один из самых заметных членов этой семьи. Подобно многим современным балканским правителям, находившимся под культурным влиянием Византийской империи, он принял для себя титул из Византийской придворной иерархии — севастократор . Во время османского междуцарствия (1402—1413) род Зеневиси потерял территорию, которые заняли турками-османами. Большинство материковых территорий напротив венецианского владения Корфу были взяты. В 1419 году сам Гьон Зеневиси был убит османами
.

## Османский период
После периода первоначального сопротивления османам большинство знатных семей региона, включая Зеневиси, Арианити и Музака, приняли ислам, и некоторые из их членов поднялись на высокие посты в османской военной и феодальной иерархии . Территория, которую Зеневиси контролировали до их подчинения туркам-османам, была зарегистрирована в Османском дефтере (налоговом регистре) 1431 года как «земли Зеневиси» (по-турецки: Zenebisi ili).
В 1443 году Симон Зеневиси, внук Гьона, построил крепость Стровили с венецианским одобрением и поддержкой. В 1454—1455 годах Симон Зеневизи был признан королем Альфонсо V вассалом Неаполитанского королевства.
Сын Гьона, известный после своего обращения в ислам как Хасан-бей, служил субаши в Тетово в 1455 году. Другой сын Гьона, мусульманское имя которого было Хамза Зеневиси, был османским военачальником, который победил силы деспотов Мореи, осаждавших Патры в 1459 году. В 1460 году, после османского завоевания Мореи, он стал санджакбеем санджака Мезистре.

## Члены династии
У Гьона Зеневиси были следующие потомки:
- Анна («Кирианна»), сеньора Грабосса. Муж — Андреа III Музаки (уп. 1419)
- Мария, (ум. после 1419). Муж — Перотто д’Альтавилла, барон Корфу (? — 1445)
- Топия Зеневиси (? — 1435), сеньор Аргирокастрона (1418—1434), свергнутый турками-османами
  - Симон Зеневиси, правитель Стровило (1443—1461), свергнутый турками-османами
  - Альфонсо (уп. 1456), османский политический заложник, который бежал в Неаполь и стал вассалом Неаполитанского королевства
  - Алессандро («Лех»), правитель Стровило, продал свой удел Венеции в 1473 году
  - Филиппо, служил Алессандро
- Хамза Зеневиси («Амос», уп. в 1456—1460 годах), османский политический заложник, он был обращен в ислам и поступил на османскую службу. В 1460 году он стал санджакбеем санджака Мезистре[11].
- Хасан Зеневиси, субаши Тетово в 1455 году[10].